# Municipio de Van Buren (condado de Madison)
El municipio de Van Buren (en inglés: Van Buren Township) es un municipio ubicado en el condado de Madison en el estado estadounidense de Indiana. En el año 2010 tenía una población de 1861 habitantes y una densidad poblacional de 28,75 personas por km².

## Geografía
El municipio de Van Buren se encuentra ubicado en las coordenadas 40°20′35″N 85°37′31″O / 40.34306, -85.62528. Según la Oficina del Censo de los Estados Unidos, el municipio tiene una superficie total de 64.74 km², de la cual 64,7 km² corresponden a tierra firme y (0,05 %) 0,03 km² es agua.

## Demografía
Según el censo de 2010, había 1861 personas residiendo en el municipio de Van Buren. La densidad de población era de 28,75 hab./km². De los 1861 habitantes, el municipio de Van Buren estaba compuesto por el 97,64 % blancos, el 0,38 % eran afroamericanos, el 0,11 % eran amerindios, el 0,16 % eran asiáticos, el 1,07 % eran de otras razas y el 0,64 % eran de una mezcla de razas. Del total de la población el 1,77 % eran hispanos o latinos de cualquier raza.